# Гуськов, Богдан Владимирович
Гусько́в Богдан Владимирович — (род. 12 сентября 1992, Ангрен, Узбекистан) — узбекистанский и российский боец смешанных боевых искусств выступающий под эгидой UFC  в полутяжелом весе.
Занимает 10 строчку официального рейтинга UFC в полутяжёлом весе.

## Ранние годы
Родился в республике Узбекистан в посёлке Дукент, окончил 9 классов. После окончания школы поступил в Дукентский Радиотехнический Колледж, где получил среднее специальное образование, по профессии — сварщик.
Рос в небогатой семье. Спортом занялся с детства. Сначала легкой атлетикой, затем волейболом, где получил звание КМС. Впоследствии начал ходить в тренажерный зал, увлекся стрит-файтом. Мать была против того, чтобы сын занимался боевыми видами искусств, однако начинающего бойца выручила тетя, которая оплачивала секции бокса и кикбоксинга, до тех пор, пока Богдан не победил в соревнованиях и занятия стали для него бесплатными.

## Карьера
В 19 лет переехал в Москву, оставив спорт на 3 года, устроился монтажником вентиляционных систем, из-за низкой зарплаты начал работать вышибалой в клубе. Во времена работы в клубе у Гуськова был псевдоним «Югослав», и первые бои он выходил под никнеймом Hugo. Вернулся в спорт в 22 года, участвовал в нескольких турнирах по боксу и кикбоксу. Затем Богдан перешёл в смешанные боевые искусства, которые набирали популярность. 20 декабря 2015 провел свой дебютный бой против Биксултана Сабуржанова, победив оппонента в первом раунде на 1:13 нокаутом. Со слов чемпиона — «Этих эмоций не возможно передать, я был безумно рад своей победе». Так и началась профессиональная карьера. Богдан взял себе прозвище — «Царевич», объясняя это тем, что ему хотелось что-то необычное, славянское, а вокруг были «убийцы», «охотники» и «тигры»
Через полгода 7 июля 2016 «Царевич» проводит второй поединок, в котором на 4-й минуте одерживает досрочную победу нокаутом. 5 августа 2016 года на турнире «Tech-Krep FC», потерпел первое и на сегодняшний день последнее поражение от Аркадия Лисина, единогласным решением судей
В последующих 6-ти боях соперники Богдана не придерживались и 1:30 минуты. Крайний бой состоялся под эгидой RCC 8 мая 2019, где «Царевич» победил нокаутом за 1:27 Сергея Калинина.
18 июля 2023 года подписал контракт с UFC.

## Достижения
- Мастер спорта по MMA,
- Мастер спорта по боксу,[4]
- Серебряный призер чемпионата Москвы по К-1,
- Чемпион кубка Федерации и серебряный призер чемпионата России по грепплингу
- Чемпион Республики Узбекистан по универсальному бою

## Статистика в смешанных единоборствах
| Боёв 21  | Побед 18 | Поражений 3 |
| -------- | -------- | ----------- |
| Нокаутом | 15       | 1           |
| Сдачей   | 3        | 1           |
| Решением | 0        | 1           |
| Ничьи    | 0        | 0           |

| Результат | Рекорд | Соперник              | Способ                 | Турнир                                           | Дата             | Раунд | Время | Место                      | Примечание                |
| --------- | ------ | --------------------- | ---------------------- | ------------------------------------------------ | ---------------- | ----- | ----- | -------------------------- | ------------------------- |
| Победа    | 18-3   | Никита Крылов         | TKO (удары руками)     | UFC on ABC: Уиттакер vs. Де Риддер               | 26 июля 2025     | 1     | 4:18  | Абу-Даби, ОАЭ              |                           |
| Победа    | 17-3   | Билли Элекана         | Сдача (гильотина)      | UFC 311                                          | 18 января 2025   | 2     | 3:33  | Инглвуд, Лос-Анджелес, США |                           |
| Победа    | 16-3   | Райан Спэнн           | TKO (удары)            | UFC on ESPN: Николау vs. Перес                   | 27 апреля 2024   | 2     | 3:16  | Лас-Вегас, Невада, США     | Выступление вечера.       |
| Победа    | 15-3   | Заг Пауга             | TKO (удары)            | UFC Fight Night: Херманссон vs. Пайфер           | 20 февраля 2024  | 1     | 3:38  | Лас-Вегас, Невада, США     | Выступление вечера.       |
| Поражение | 14-3   | Волкан Оздемир        | Сдача (удушение сзади) | UFC Fight Night: Ган vs. Спивак                  | 2 сентября 2023  | 1     | 3:46  | Франция, Париж             |                           |
| Победа    | 14-2   | Карлос Эдуардо        | TKO (удары)            | MMA Series 64 - Dyakonov vs. Solorzano           | 18 марта 2023    | 1     | 0:25  | Египет                     |                           |
| Победа    | 13-2   | Алиреза Вафаи         | KO (удар)              | MMA Series 61 - Seven Visions                    | 28 ноября 2022   | 1     | 0:30  | Армения, Ереван            |                           |
| Победа    | 12-2   | Абдул Элвахаб Саиид   | TKO (удары)            | MMA Series 59 - Fighters Mansion                 | 5 ноября 2022    | 1     | 4:26  | Россия                     |                           |
| Победа    | 11-2   | Вадим Литвин          | KO (удар)              | MPL 1                                            | 22 октября 2021  | 1     | 1:20  | Узбекистан, Ташкент        |                           |
| Поражение | 10-2   | Вячеслав Василевский  | KO (удары)             | AMC Fight Nights: Winter Cup                     | 24 декабря 2020  | 3     | 3:00  | Москва, Россия             |                           |
| Победа    | 10-1   | Нурлан Токтобокиев    | TKO (удары)            | Brave CF 32 Brave Combat Federation              | 14 декабря 2019  | 3     | N/A   | Кыргызстан, Бишкек         |                           |
| Победа    | 9-1    | Сергей Калинин        | TKO (удары)            | RCC Intro 4                                      | 8 мая 2019       | 1     | 1:27  | Екатеринбург, Россия       |                           |
| Победа    | 8-1    | Константин Андрейцев  | Сдача (треугольник)    | RCC Intro 2                                      | 24 ноября 2018   | 2     | 1:17  | Екатеринбург, Россия       |                           |
| Победа    | 7-1    | Алихан Магомендов     | Сдача (удушение сзади) | GTC 03                                           | 10 марта 2018    | 1     | N/A   | Москва, Россия             |                           |
| Победа    | 6-1    | Таро Благло           | KO (удар)              | LFC Universal Battle 1                           | 8 февраля 2018   | 1     | 2:43  | Узбекистан, Ташкент        |                           |
| Победа    | 5-1    | Илья Гуненко          | KO (удар)              | FNG 69                                           | 30 июня 2017     | 2     | 0:31  | Новосибирск, Россия        |                           |
| Победа    | 4-1    | Иван Лунечка          | TKO (удары)            | Alliance Fighting Championships Battle of Titans | 22 апреля 2017   | 1     | 0:40  | Курск, Россия              |                           |
| Победа    | 3-1    | Дмитрий Соловиев      | KO (удары)             | Zolotoy Vityaz MMA Golden Knight                 | 17 сентября 2016 | 1     | 1:08  | Москва, Россия             |                           |
| Поражение | 2-1    | Аркадий Лисин         | Единогласное решение   | Tech-Krep FC 10                                  | 5 августа 2016   | 2     | 5:00  | Краснодар, Россия          |                           |
| Победа    | 2-0    | Абдульхалик Магомедов | KO (удары)             | Tech-Krep FC 9                                   | 7 июля 2015      | 1     | 4:35  | Краснодар, Россия          |                           |
| Победа    | 1-0    | Биксултан Сабуржанов  | TKO (удары)            | FMMAF FEDERATION CUP 2015                        | 20 декабря 2015  | 1     | 1:13  | Москва, Россия             | Дебют в полутяжёлом весе. |